# Fali jezik
Fali jezik (fali of mubi, fali of muchella, vimtim, yimtim; ISO 639-3: fli), čadski jezik podskupine biu-mandara, kojim govori 20 000 ljudi (1990 in Crozier and Blench 1992:39) u četiri glavna sela na području nigerijske države Adamawa.
Ima nekoliko dijalekata koji nose ime po selima, od kojih je najvažniji vin (uroovin, uvin, vimtim), s 5 000 govornika. Ostali dijalekti su huli (bahuli, urahuli), madzarin (ura madzarin, muchella) i bween (urambween, bagira).

## Vanjske poveznice
- Ethnologue (14th)
- Ethnologue (15th)